# Tlemcen
Tlemcen è una città del nord-ovest dell'Algeria, a 520 km dalla capitale Algeri e a 76 km dalla città marocchina di Oujda, situata a circa 800 m s.l.m.. Capoluogo della provincia e del distretto omonimi, ha una popolazione stimata di 140000 abitanti.

## Storia
Il Regno di Tlemcen fu regno situato nel nord ovest dell'attuale Algeria, il cui territorio si estendeva dalla capitale Tlemcen ad ovest, al fiume Chelif ad est.
Il regnò venne fondato con l'inizio della decadenza del califfato almohade nel 1236, e durò fino a quando non passò sotto il controllo ottomano nel 1554. Fu governato da sultani della dinastia zayyanide. La capitale del regno, Tlemcen, si trovava sulla strada principale est-ovest tra il Maghreb al-Aqsa (Marocco) e l'Ifriqiya.
Si trovava in una posizione sfavorevole militarmente ma strategica economicamente, in quanto centro di passaggio delle vie commerciali trans-sahariane e disponeva di fiorenti porti per il commercio mediterraneo quali Orano. La sua prosperità economica attirò i suoi potenti vicini. In momenti diversi i Merinidi marocchini da ovest, gli Hafsidi d'Ifriqiya da est e gli aragonesi da nord, invasero e il regno.
Tra il 1299-1307 la città fu sottoposta ad un assedio condotto dal sultano merinide del Maghreb al-Aqsa Abū Yaʿqūb Yūsuf al-Nāṣr. L'assedio finì con il ritiro merinide a seguito dell'assassinio del sultano e a causa dello scoppio di pericolose rivolte nei domini Merinidi.

### Etimologia
La parola Tlemcen (in arabo تلمسان‎?, Tilimsān) deriva dal berbero Tala Imsan ( in tifinagh) che significa "la fonte secca". Il nome viene anche trascritto Tlemsen, Tlemsan, oppure Tilimsen.

## Cultura
Tlemcen ha una ricca storia culturale, facendone un centro importante di musica e arte. Nota per i suoi tessuti, artigianato e il suo elegante intrecciarsi di cultura islamica, berbera, andalusa e francese, Tlemcen è un importante centro turistico per il suo clima gradevole e le circostanti montagne.
Tlemcen è stata nominata capitale della cultura islamica per l'anno 2011.

## Monumenti e luoghi d'interesse
I suoi monumenti più noti sono:
- Tomba di Sidi Abu Midyan (lett. "Mio signore Abū Madyan"), dal nome del sufi Abū Madyan Shuʿayb b. al-Ḥusayn al-Andalusī. (in francese Boumedienne).
- Grande Moschea: risale al 1136 ed è ritenuta il migliore esempio di architettura almoravide ancora esistente.[3] Per molti anni ha abitato qui il pittore orientalista Gustavo Simoni (1846-1926) che ha descritto il folklore della città in delicati acquerelli.
- Ouled Mimoun (Walad Miʾmūn): si trova a circa 30 km ed è un'antica città romana che si chiamava Altava.
- Zona umida protetta di Dayet El Ferd sull'altopiano di Tlemcen.[4]

## Economia
La città è ubicata al centro di una regione dove si esercita l'olivicoltura e la viticoltura. Le attività industriali interessano l'industria tessile, del cuoio e della moquette, i cui prodotti sono conferiti al porto di Rashgun per l'esportazione. Viene servita dall'Aeroporto di Tlemcen-Zenata.

## Amministrazione

### Gemellaggi
Nanterre

## Galleria d'immagini

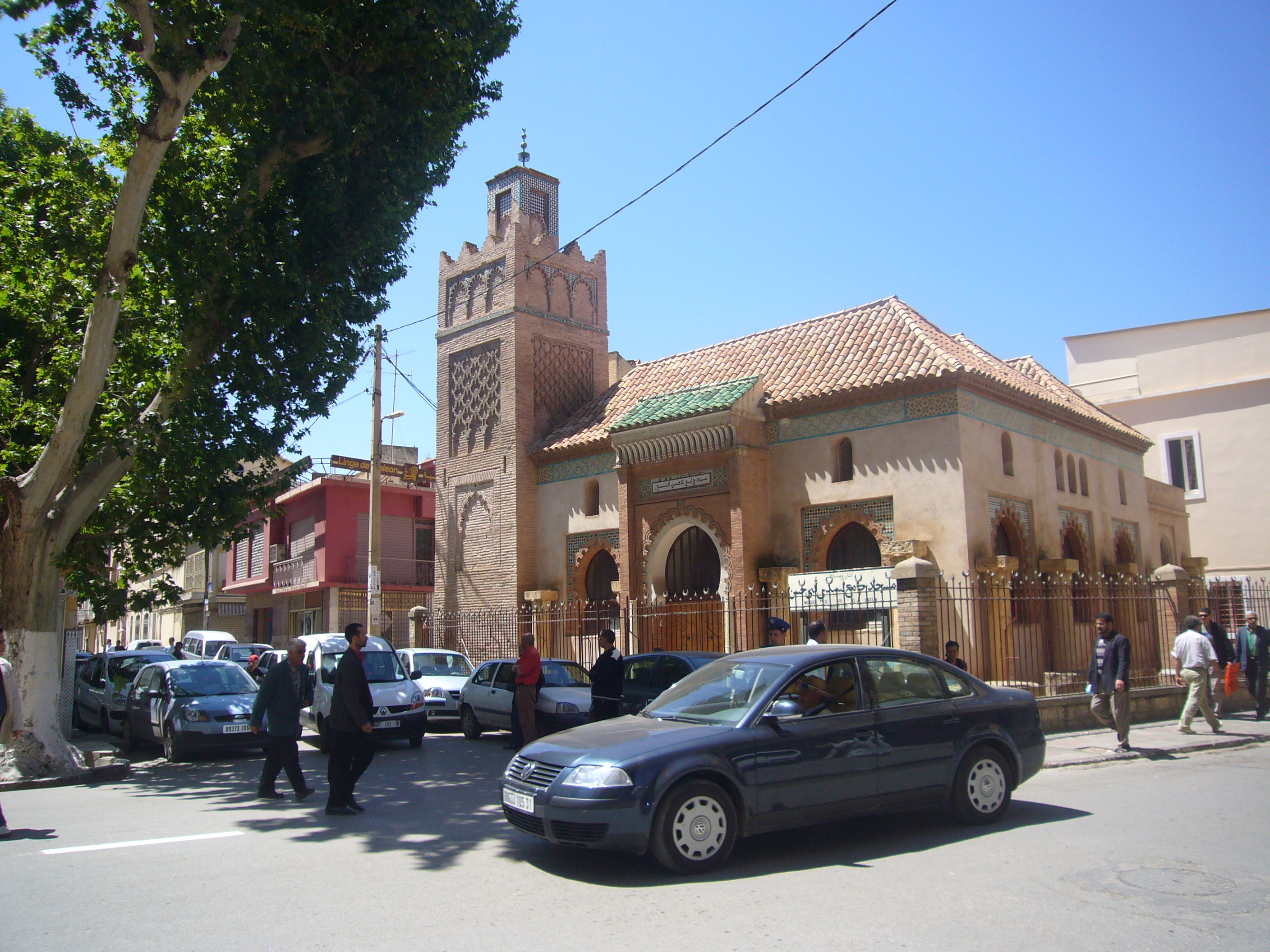
Moschea di Abi El Hassen, Tlemcen
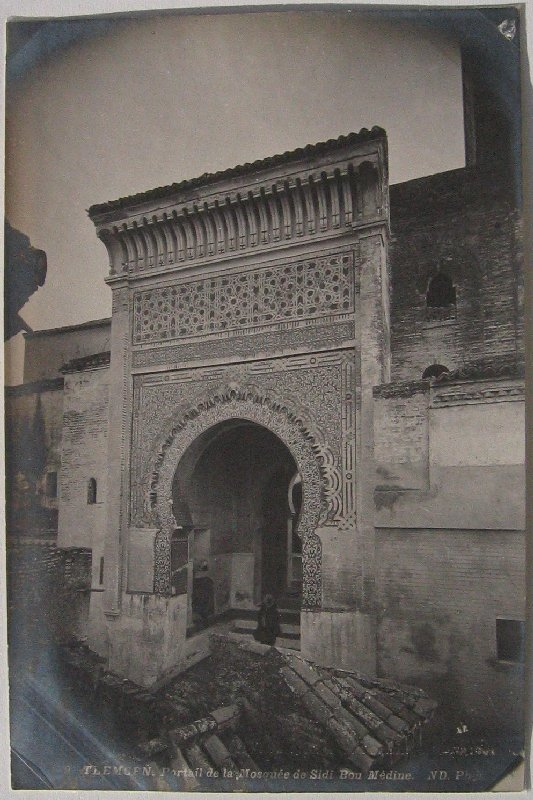
Entrata della Moschea di Sidi Boumediene, c. 1900
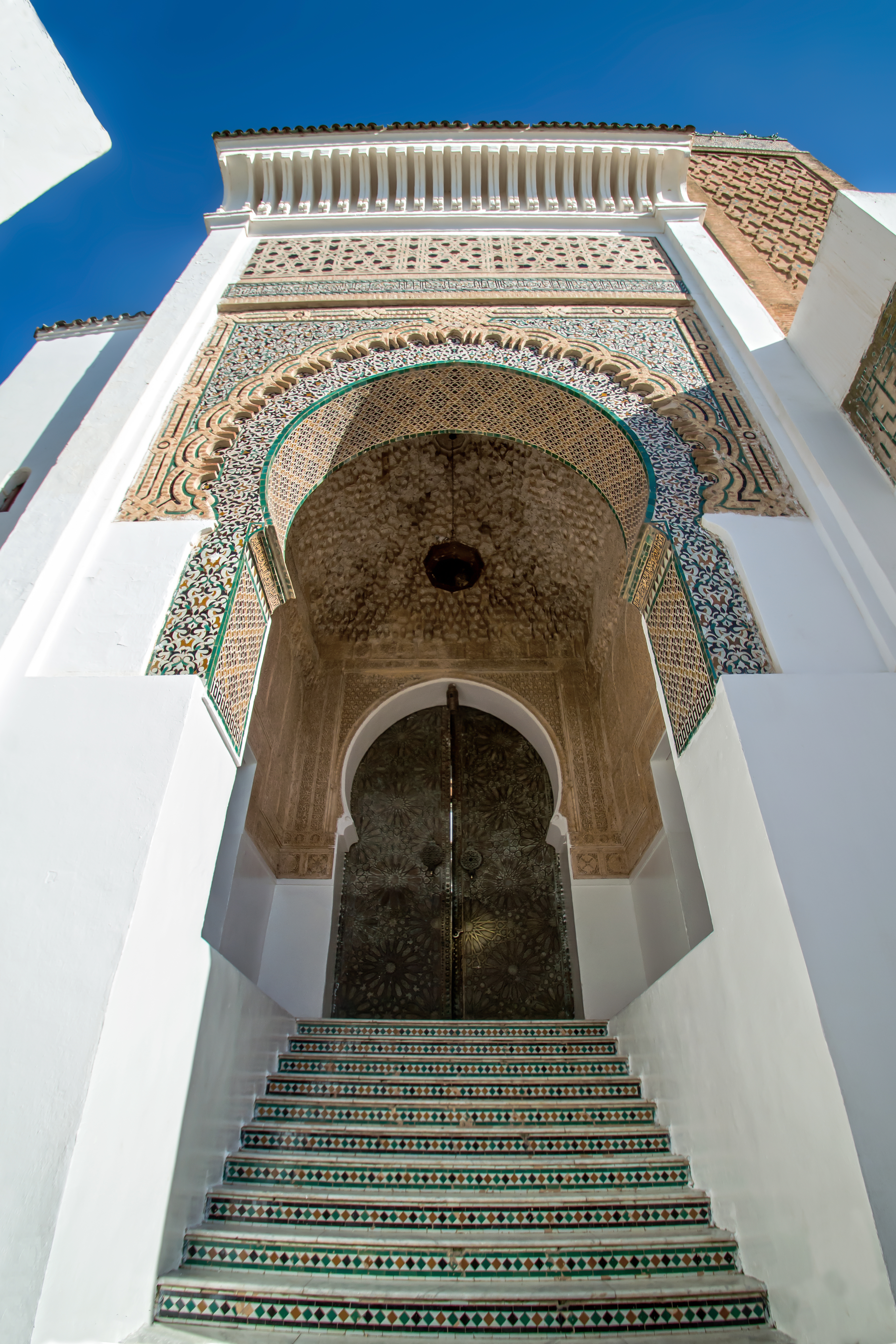
Entrata della Moschea di Sidi Boumediene, 2007